# San Cristóbal Acasaguastlán
San Cristóbal Acasaguastlán è un comune del Guatemala facente parte del dipartimento di El Progreso.
Di origini antiche, risalenti alla cultura maya, ai tempi della colonizzazione spagnola era un importante centro religioso e luogo sacro per gli indigeni locali. Già parte del dipartimento di Zacapa, entra a far parte di quello di El Progreso all'atto della sua istituzione.